# ایوب (فیلم)
ایوب فیلمی ساخته مهدی ژورک و به نویسندگی اسماعیل نوری علاء و با حضور بازیگرانی چون محمد علی فردین، رضا بیک ایمانوردی و فروزان است که در سال ۱۳۵۰ در سینماهای کشور به نمایش درآمد.

## خلاصه فیلم
ایوب چون معتقدات خاصی دارد برای اینکه در محله بدنام نشود، به منظور قطع رابطهٔ برادرش طاهر با یک خواننده کاباره بنام شهین، او را راهی اهواز می‌کند اما خود با خواهر دوقلوی شهین یعنی مریم طی حادثه‌ای آشنا می‌شود، مریم گذشته خود را بیاد نمی‌آورد پس از مدتی به ازدواج ایوب در می‌آید وقتی طاهر از اهواز بر می‌گردد به گمان اینکه برادرش برای نزدیک شدن به معشوقه اش او را فریب داده، مقابلش می‌ایستد. اما مریم حافظه خود را به دست می‌آورد و واقعیت آشکار می‌شود.
| بازیگران          | نقش         |
| ----------------- | ----------- |
| محمدعلی فردین     | ایوب        |
| فروزان            | مریم و شهین |
| رضا بیک ایمانوردی | طاهر        |
| ایران دفتری       | مادر ایوب   |